# Greg Laswell
Greg Laswell (Long Beach, 26 april 1974) is een Amerikaans zanger, geluidstechnicus en muziekproducent. Hij heeft zeven studioalbums uitgebracht: Good Movie in 2003, Through Toledo in 2006, Three Flights from Alto Nido in 2008, Take a Bow in 2010, Landline in 2012, I Was Going to be an Astronaut in 2014 en Everyone Thinks I Dodged A Bullet in 2016, alsmede enkele Ep’s en speciale singles. Veel van zijn nummers zijn gebruikt in films en televisieseries.

## Geschiedenis
Greg Laswell werd geboren in Long Beach, Californië in 1974. Hij verhuisde naar San Diego en begon zijn studie op de Point Loma Nazarene University in 1993. Vanaf 1998, gedurende zijn onbekende jaren was Laswell voorman in de band Shillglen afkomstig uit San Diego. Bandleden omvatten Chad Lansford (achtergrondzanger en gitarist), Justin Skeesuck (gitarist), Michael de Neve (bassist), Marcel de Neve (drummer) en Matt Mintz (leidende gitarist). De band bracht een album uit, genaamd Sometimes I Feel, in 1999. Het album had enig succes met een nominatie voor Beste Alternatieve Album en Beste Alternatieve Band door de San Diego Music Awards in 2000. In het jaar 2001 had Shillglen 400,000 gedownloade liedjes bereikt via MP3.com. Echter, Shillglen ging onopvallend uiteen in oktober 2001 nadat Laswell een pauze voorstelde. De band stemde hiermee onderling in, maar hebben zich later nooit gehergroepeerd.
Laswell bracht zijn eerste soloalbum Good Movie uit in 2003. Het was een zelf gefinancierd album en was uitgebracht onder zijn eigen label All the Rest Records. Met dit album heeft Laswell de prijs voor Beste Lokale Recording toegekend gekregen door de San Diego Music Awards in 2004. Na dit albums succes tekende Laswell voor Vanguard Records, en bracht zijn tweede studioalbum Through Toledo uit in juli 2006. Het album was geschreven gedurende Laswell’s scheiding van zijn vrouw, hij verklaarde: "Het is simpelweg een liefdesbreuk album... maar de grootste verrassing was geweest wanneer je uit de donkere kleine studio komt. In deze tournee kwamen mensen naar me toe en vertelde ze me wat ze meegemaakt hebben. Het heeft niets te maken met wat ik oorspronkelijk geschreven heb. Dus het werd een volledige cirkel, een heling geval. Ik heb gewoon geluk om in de lus te zitten."
In het voorjaar van 2008 sloot Laswell zich aan het Europese gedeelte van de Hotel Cafe Tour, met als gastheer Tom McRae. Hij bracht een EP uit genaamd How the Day Sounds in maart 2008. Deze is voorafgegaan aan zijn derde studioalbum Three Flights from Alto Nido, uitgebracht in juli. Enkele liedjes van het album, "Comes and Goes (In Waves)", "How the Day Sounds", "Sweet Dream", en "And Then You" zijn gebruikt in televisieseries zoals Grey's Anatomy, True Blood, Castle, 90210, Army Wives, en Dollhouse. Laswell's single "Off I Go" was speciaal geschreven voor de finale van seizoen 5 van Grey's Anatomy. Dit liedje is ook gebruikt in NBC's "Parenthood". Laswell droeg ook bij met zijn cover van Cyndi Laupers hit "Girls Just Wanna Have Fun" aan de soundtrack van zowel Confessions of a Shopaholic(2009) en "My Sister's Keeper"(2009). In oktober 2009 bracht Laswell een nieuwe EP uit met de titel Covers waarop vijf cover liedjes op staan.
Laswell bracht een nieuw album uit, genaamd Take a Bow op 4 mei 2010. Alle 12 nieuwe liedjes waren opgenomen in een studio in een cabine buiten Flagstaff, Arizona. "Wellicht het grootst verschil met dit album", observeerde Greg Laswell van zijn nieuwe album Take A Bow, "is dat ik niet ellendig ben."
Laswell is door de jaren heen op tournee geweest met meerdere artiesten, waaronder: Matt Costa, Sia, Tim O'Reagan van de The Jayhawks en Amy Millan van Stars. Laswell heeft ook de filmmuziek verzorgd voor verschillende korte films, waaronder Longbranch: A Suburban Parable(2001) en Deacon's Mondays(2006).

## Prijzen en nominaties

### San Diego Music Awards
| Jaar | Genomineerd werk     | Prijs                   | Resultaat   |
| ---- | -------------------- | ----------------------- | ----------- |
| 2000 | Shillglen            | Best Alternative Band   | Genomineerd |
| 2000 | Sometimes I Feel     | Best Alternative Album  | Genomineerd |
| 2004 | Good Movie           | Best Local Recording    | Gewonnen    |
| 2006 | Greg Laswell         | Best Alternative Artist | Genomineerd |
| 2007 | Through Toledo       | Album of the Year       | Genomineerd |
| 2007 | "Sing, Theresa Says" | Song of the Year        | Gewonnen    |
| 2008 | Greg Laswell         | Artist of the Year      | Genomineerd |